# Migazzi-kastély

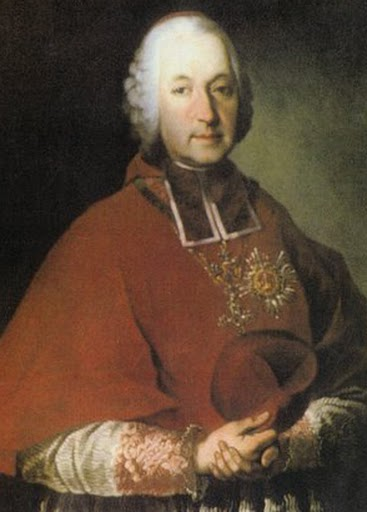
Migazzi Kristóf Antal váci püspök

A Verőcén található kastélyt az olasz származású gróf Migazzi Kristóf püspök emeltette 1769-ben.

## Története

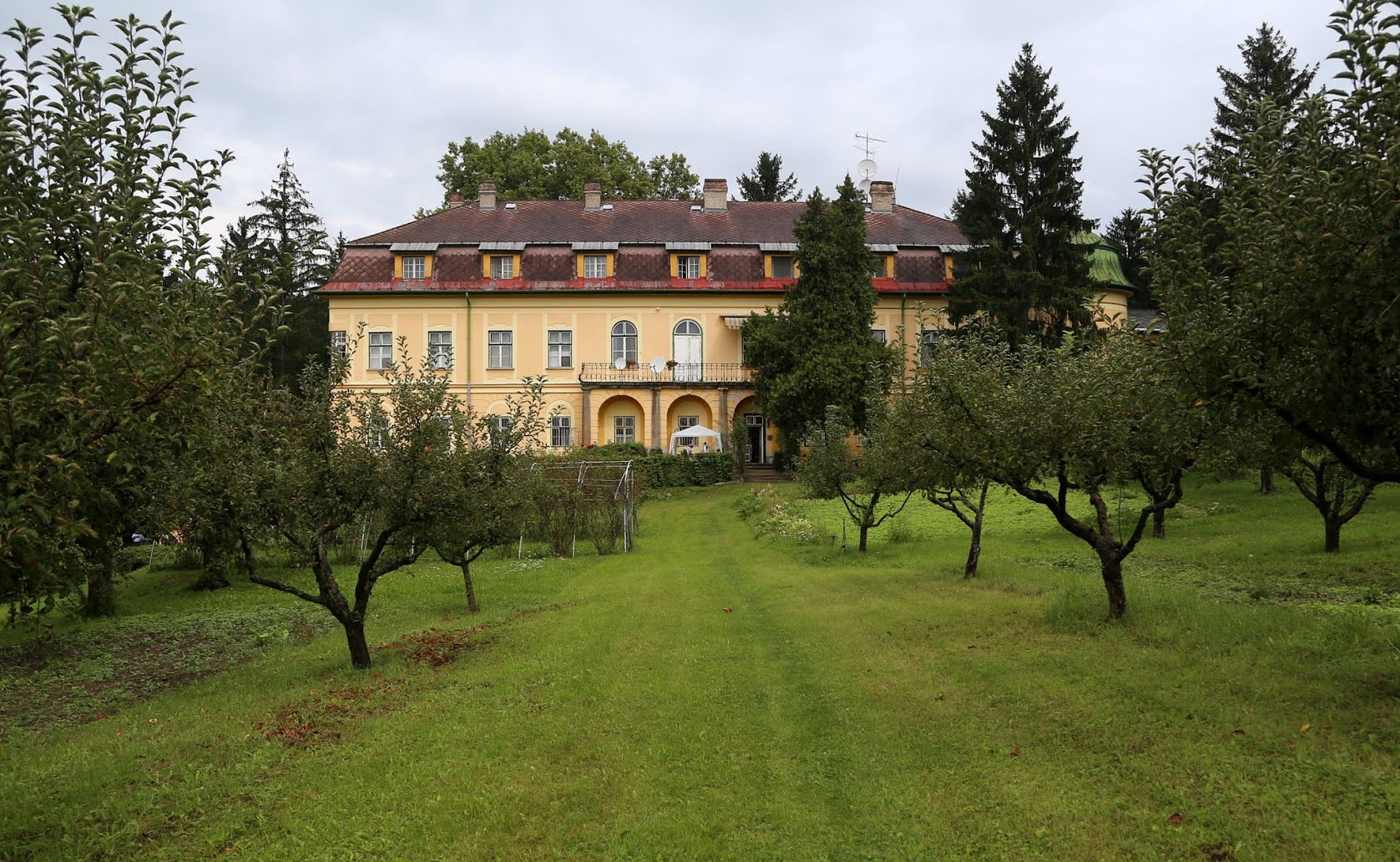
Migazzi-kastély, 2014

A kastély helyén – a feltételezések szerint – egykor egy római őrtorony állt, melynek részletei itt-ott máig fellelhetők a kazánház falába építve.
A középkorban a római romokra Hunyadi Mátyás építtetett magának vadászkastélyt. A kastély parkjában egy az ő idejében ültetett fa máig megtalálható a volt Express-tábor területén.
A mohácsi vész utáni időkben a kastély alatti területen három alkalommal is rendeztek országgyűlést, melyhez az átkelést a visegrádi oldalról egy ideiglenes Duna-híd segítette elő. A híd azonban a török időkben az épülettel együtt teljesen elpusztult.
A barokk stílusú épület Isidore Canevale, francia származású építész tervei szerint épült. Az ő nevéhez fűződik a váci székesegyház építése is. Az épületet az 1800-as évek elején klasszicista stílusban alakították át.
Később bérlője volt többek között Zubovics Fedor huszárkapitány is.
A 20. században papi otthon majd menekültotthon is volt. 1954-től pedig a Váci egyházmegye kezelésében van, jelenleg idősotthon működik benne a Váci Egyházmegye fenntartásában (korábban a Katolikus Szeretetszolgálat működtette).

## Leírása

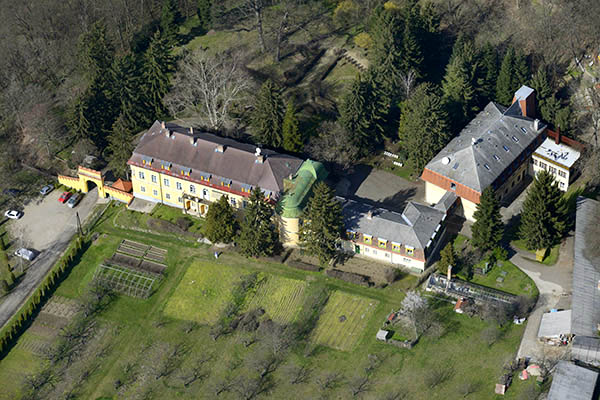
Légi fotó a kastélyról

A késő barokk, egyemeletes épület, téglalap alaprajzú, manzárdtetővel, délkeleti sarkán kerek bástyával.
Az épület főhomlokzata a Dunára néz, középső része előtt oszlopos vasrácsos erkéllyel, amelynek oszlopait később, 1824-ben árkádívekkel körbefalazták. Az osztópárkány alatt a földszinten sávos vakolatarchitektúra, kőkeret nélküli nyílásokkal, ablakokkal ellátva. Az erkély alatti egykori ajtók nagy részét mára már felszámolták, ablakká építették át, a nyugati rövid homlokzaton 3 ablakkal. A parkra néző, északi homlokzat 11 tengelyes, középső 5 tengelyét a földszinten egykor nyitott árkádívek alkották. Felette az emelet többi, egyenes záródású ablakától eltérően félköríves záradékú nyílások találhatók. Az épület földszintjén a korábban leírt sávos architektúra látszik.
Kelet felé, a kastélyhoz hozzáépített egykori istállót 1977-ben alakították át, tetőterében szobákat létesítettek.
Az 1779. évi barokk tervvel ellentétben ma a kastély képére koraklasszicista vonások jellemzők.
Díszkapuja vélhetően eredeti helyén, a régi homlokzattal egy vonalban található, romantikus átalakításokkal.